# Ferdinand Schulz
 (novembre 2022).
La mise en forme du texte ne suit pas les recommandations de Wikipédia : il faut le « wikifier ».
Les points d'amélioration suivants sont les cas les plus fréquents :
- Les titres sont pré-formatés par le logiciel. Ils ne sont ni en capitales, ni en gras.
- Le texte ne doit pas être écrit en capitales (les noms de famille non plus), ni en gras, ni en italique, ni en « petit »…
- Le gras n'est utilisé que pour surligner le titre de l'article dans l'introduction, une seule fois.
- L'italique est rarement utilisé : mots en langue étrangère, titres d'œuvres, noms de bateaux, etc.
- Les citations ne sont pas en italique mais en corps de texte normal. Elles sont entourées par des guillemets français : « et ».
- Les listes à puces sont à éviter, des paragraphes rédigés étant largement préférés. Les tableaux sont à réserver à la présentation de données structurées (résultats, etc.).
- Les appels de note de bas de page (petits chiffres en exposant, introduits par l'outil «  Source ») sont à placer entre la fin de phrase et le point final[comme ça].
- Les liens internes (vers d'autres articles de Wikipédia) sont à choisir avec parcimonie. Créez des liens vers des articles approfondissant le sujet. Les termes génériques sans rapport avec le sujet sont à éviter, ainsi que les répétitions de liens vers un même terme.
- Les liens externes sont à placer uniquement dans une section « Liens externes », à la fin de l'article. Ces liens sont à choisir avec parcimonie suivant les règles définies. Si un lien sert de source à l'article, son insertion dans le texte est à faire par les notes de bas de page.
- La présentation des références doit suivre les conventions bibliographiques. Il est recommandé d'utiliser les modèles {{Ouvrage}}, {{Chapitre}}, {{Article}}, {{Lien web}} et/ou {{Bibliographie}}. Le mode d'édition visuel peut mettre en forme automatiquement les références.
- Insérer une infobox (cadre d'informations à droite) n'est pas obligatoire pour parachever la mise en page.

Pour une aide détaillée, merci de consulter Aide:Wikification.
Si vous pensez que ces points ont été résolus, vous pouvez retirer ce bandeau et améliorer la mise en forme d'un autre article.
Pour les articles homonymes, voir Schulz.
Ferdinand Schulz (18 décembre 1892 à Pissau (de), arrondissement de Rößel (de), Prusse-Orientale - 16 juin 1929 à Stuhm) est un pionnier allemand du vol à voile. 
Avec les planeurs les plus simples, de fabrication artisanale, il réussit des temps de vol record dans les courants ascendants des dunes de Rossitten (de) sur l'Isthme de Courlande. En 1927, il détient tous les records du monde de vol à voile. Il contribue de manière significative à l'enthousiasme généralisé pour le vol à voile dans le pays et à l'étranger. Un monument bilingue à sa mémoire est érigé en 1998 à Nida (Nidden) en Lituanie .

## Jeunesse
Ferdinand Schulz est le premier des 12 enfants de Ferdinand et Rosi Schulz, née Scharnick. Le père est instituteur dans un village catholique de Warmie. En 1899, il est inscrit à l'école primaire à classe unique de Pissau, où son père est le seul enseignant. En 1904, Schulz va au Gymnase de Braunsberg. Il y vit avec sa tante. De 1905 à 1911, il fréquente l'école préparatoire de Rössel puis l'école normale de Thorn.

## Première Guerre mondiale
Le 1er avril 1914, Schulz termine son service militaire en tant que volontaire d'un an dans le 128e régiment d'infanterie (de); il est affecté au 3e bataillon à Danzig-Langfuhr. Le premier jour de la Première Guerre mondiale, le 1er août 1914, il est blessé et en décembre 1914 promu Gefreiter et décoré de l'EK II (Croix de fer 2e Classe) pour « bravoure devant l'ennemi ».
En tant que fantassin, Schulz avait demandé un transfert dans l'armée de l'air après avoir été blessé à deux reprises. Après que cela ait été approuvé en 1917, il a piloté un avion d'attaque Halberstadt avec 160 CV jusqu'à la fin de la guerre, et reçu plusieurs décorations en tant que chef d'escadron.
Après la guerre, Schulz travaille à partir de 1919 comme enseignant à l'école élémentaire catholique de Jehlenz, arrondissement de Tuchel.

## Vol à voile dans les dunes de Rossitten
Ferdinand Schulz a découvert l'adéquation des dunes près de Rossitten sur l'isthme de Courlande pour le vol à voile. Il est le fondateur du vol à voile en province de Prusse-Orientale et de la célèbre école de vol à voile de Rossitten, qui appartiendra plus tard à la Rhön-Rossitten Gesellschaft. Les futurs détenteurs du record du monde Günther Groenhoff (de), son élève le plus célèbre, et Robert Kronfeld de Vienne ont également volé ici. Des célébrités telles que Wernher von Braun, Hanna Reitsch, Ernst Udet et les pilotes de record du monde Heini Dittmar (de) et Kurt Schmidt acquerront ici leurs licences de pilote.
En 1922-23, F. Schulz a dirigé un atelier de construction de planeurs sur le Rossgarten à Königsberg. L'infatigable y construisait depuis 1921.
Sept de ses "Flugkisten", dont la FS3, le « Besenstielkiste » (placard à balai), sont entrées dans l'histoire du vol à voile. Ce n'est pas à tort qu'on lui a donné ce nom, car deux balais ont été utilisés pour actionner les commandes montées sur la planche de siège (des manches à balais faisaient probablement partie de la structure du planeur) . A cette époque, Schulz habitait au n° 27 de la Hindenburgstrasse. Le week-end, il emmenait souvent ses élèves dans les dunes de l'isthme de Courlande pour s'essayer au vol.
Avec le FS2 perfectionné, il s'est rendu à la deuxième compétition de Rhön sur la Wasserkuppe en 1921 et n'y a pas été admis pour des raisons de sécurité. Il a ensuite construit le planeur FS3 (de) avec un fuselage en treillis. Cet appareil n'ayant pas été accepté par la commission technique de la vierten Rhön 1923 pour des raisons de solidité, il y a volé hors compétition et reçu un prix spécial. Schulz est devenu le directeur technique et sportif de l'Association de l'aviation de Prusse occidentale, fondée à Marienburg en mai 1925. 
En 1928, il détient la totalité des records du monde de vol à voile et contribue de manière significative à l'enthousiasme généralisé pour le vol à voile, en Allemagne et dans le monde entier; le 05 mai 1927, validé par la Fédération aéronautique internationale, Schulz détient les records de vitesse à 55 km/h (sur circuit fermé sans atterrissage supérieure à 1 km), de durée avec 14 heures 7 minutes et de distance aller-retour à 455,80 km.

## Instructeur de vol motorisé
Il a renouvelé sa licence de vol motorisé en 1927 et a fait la promotion des sports aériens avec un avion GMG (de) à voilure haute lors de spectacles aériens. Dès le début de 1929, il devient également le premier instructeur de vol motorisé au sein de l'Akaflieg Danzig (de), qui avait déjà nommé son planeur de début Dz 3 « Onkel Ferdinand » en son honneur en 1927. Le 16 juin 1929, à l'occasion de l'inauguration d'un monument aux morts sur la place du marché de Stuhm, il devait faire un tour d'honneur dans un avion motorisé et déposer une gerbe. A l'approche de Stuhm am Hintersee, un longeron de voilure s'est cassé. L'avion s'est écrasé sur la place du marché. Schulz et son copilote Bruno Kaiser ont péri. La tombe de l'Ikarus von Ostpreußen se trouve au cimetière de Lidzbark Warmiński.

Ferdinand Schulz était célibataire.

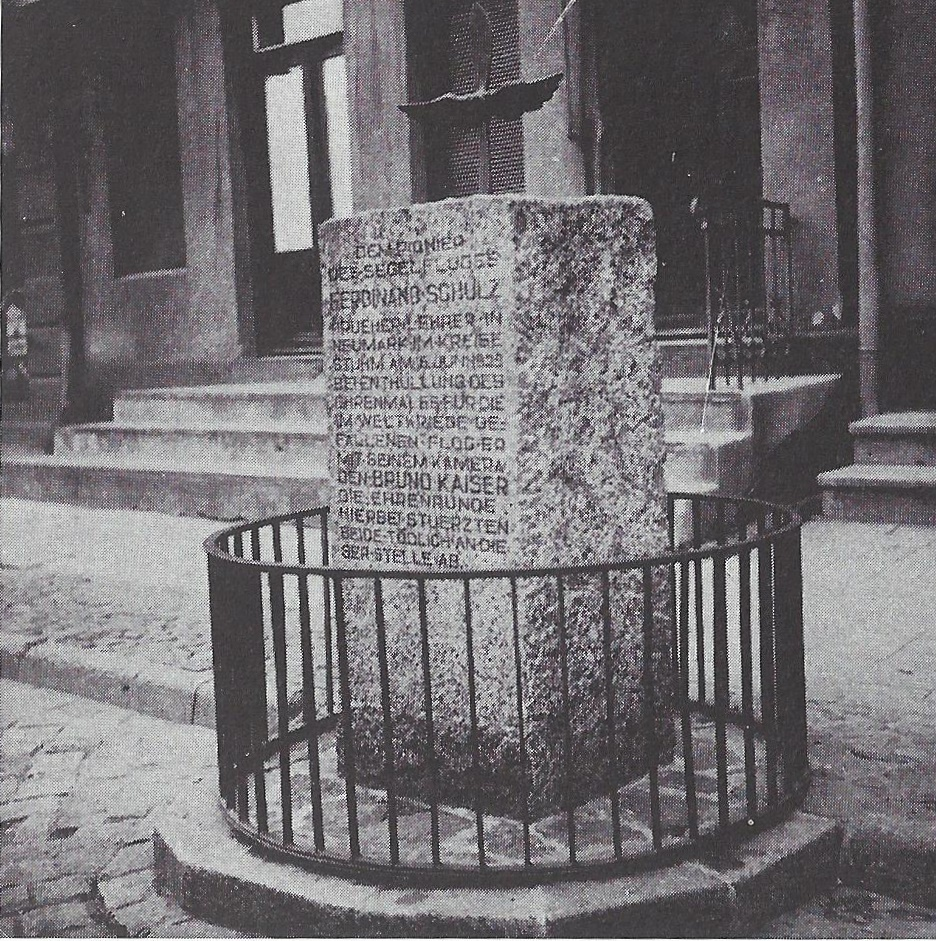
Monument à Sztum/Pologne, centre-ville (Stuhm), site du crash 1930
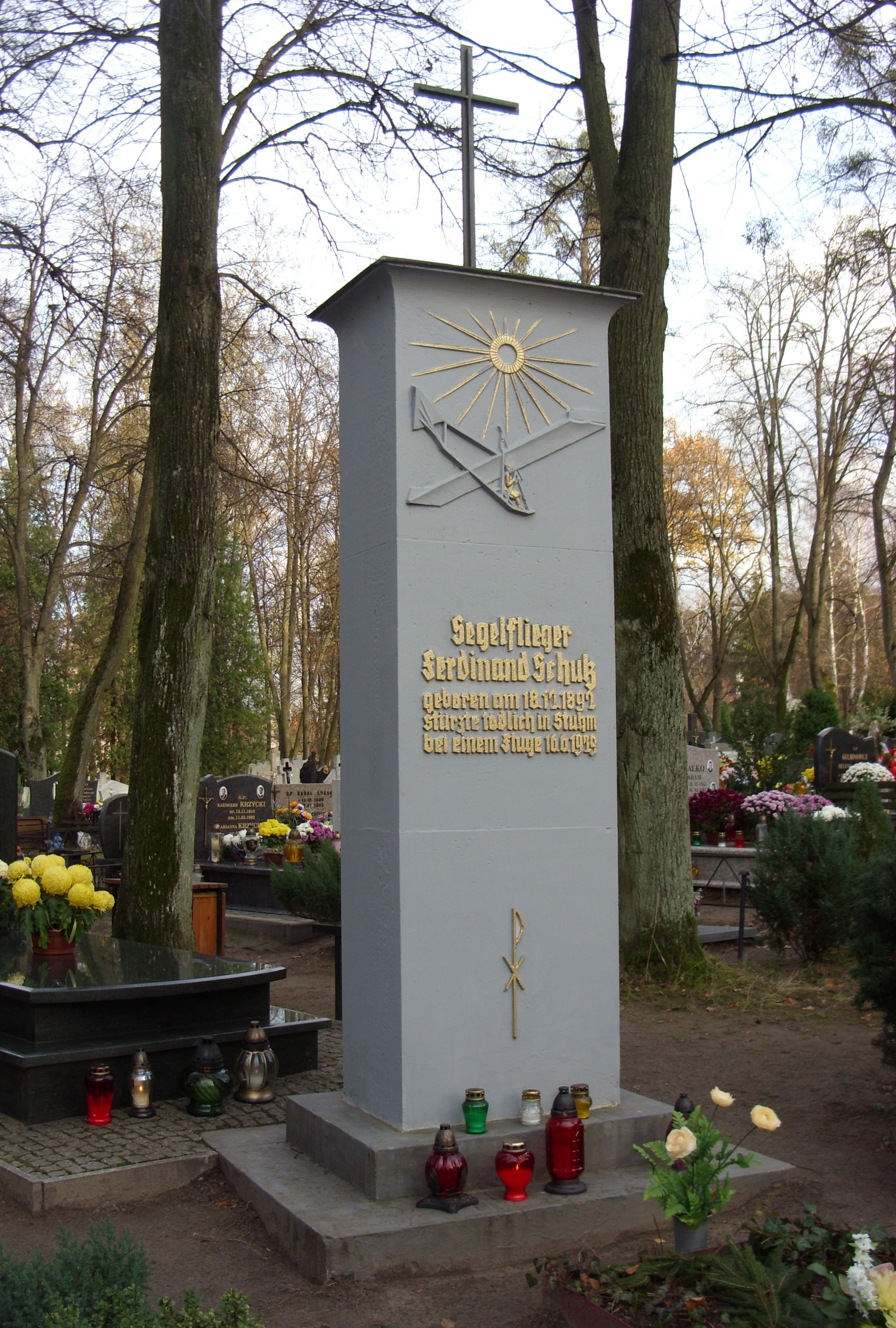
Tombe avec monument à Lidzbark Warmiński (Heilsberg/Prusse orientale)
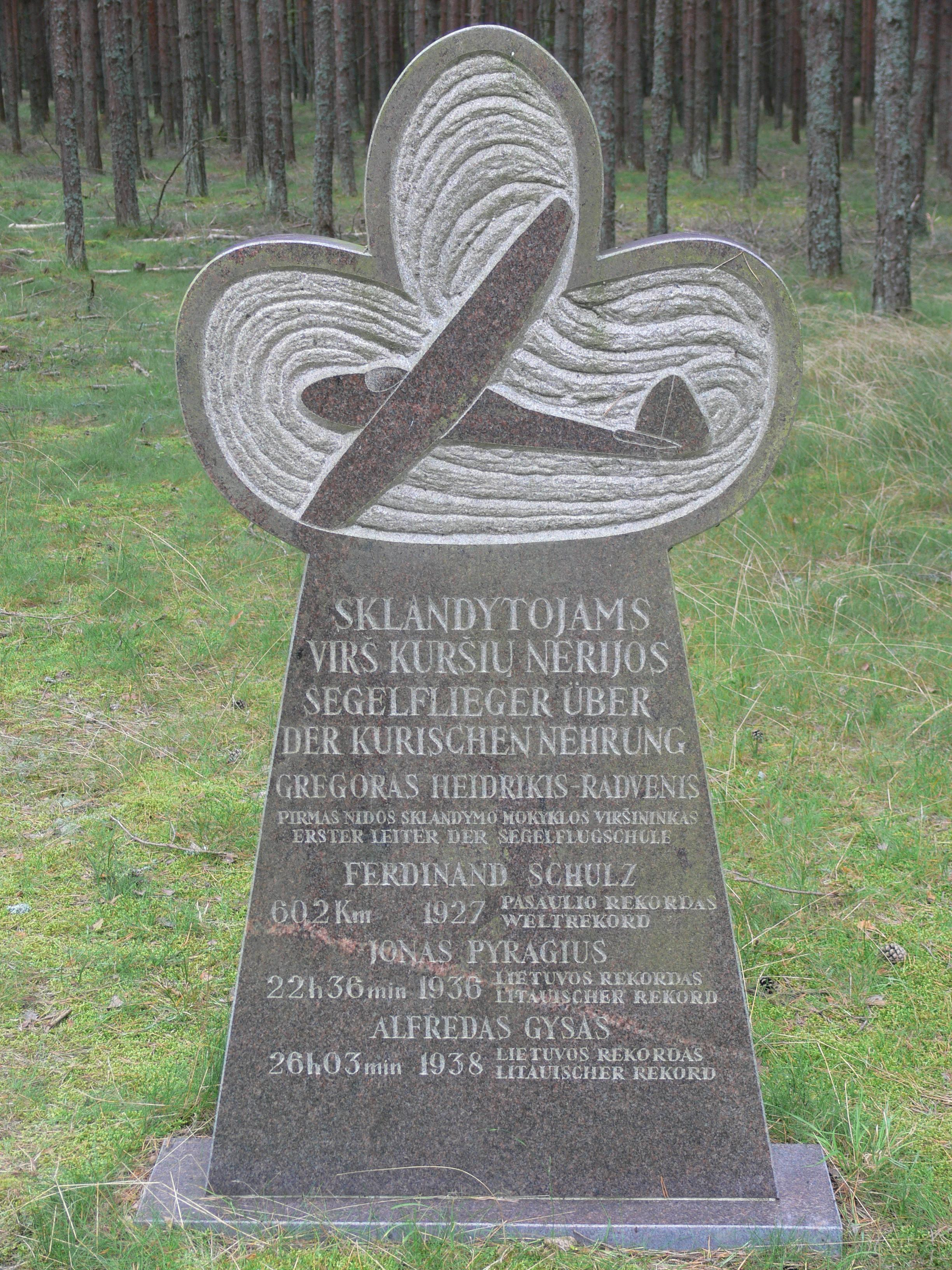
Monument à Nida /Lituanie (Nidden/Isthme de Courlande, Prusse Orientale)

## Records

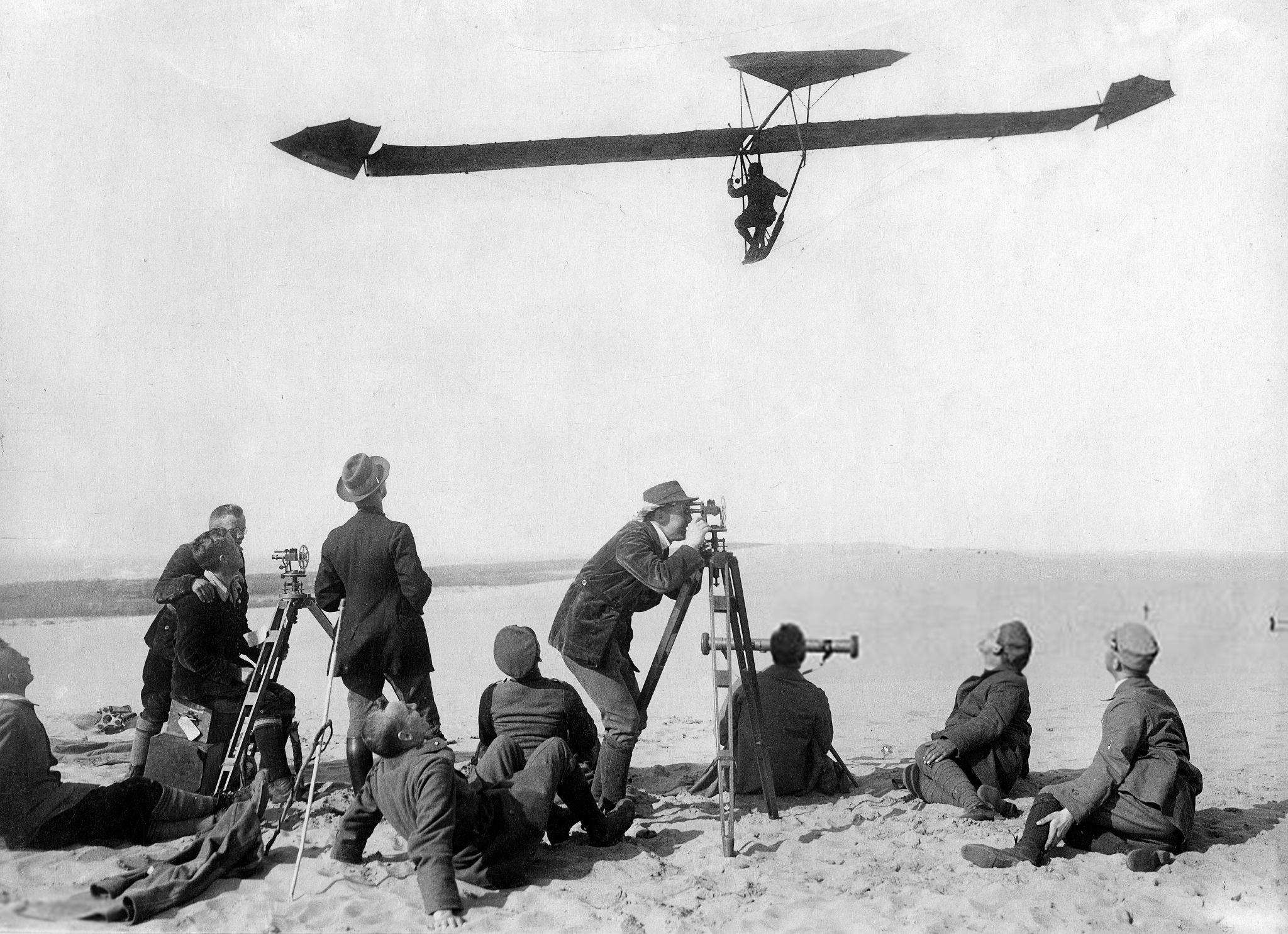
Le 11 Mai 1924, pendant la 2e compétition de vol côtier à Rossitten sur son FS3, Besenstielkiste avec en 8h42 un record du monde de vol continu en vol à voile.

- 11 Mai 1924 : Avec le FS3, surnommé « Besenstielkiste » (placard à balai), Ferdinand Schulz vole à la 2eCompétition de vol côtier, Küsten-Segelflug-Wettbewerb, à Rossitten avec 8 heures 42 s., un record du monde en vol continu[1] (Comme son FS2 en 1921, son FS3 n'avait pas été admis au concours de la Rhön en 1923 pour des raisons de sécurité.)
- 2 Octobre 1925 : Schulz a débuté sur Moritz - un développement ultérieur du Vampyr - à la Soviet 3. Compétition de vol à voile Vsesoyuznyye de toute l'Union Soviétique en Crimée et a établi deux nouveaux records: record du monde de durée (12:07 h)[1] et record du monde d'altitude (435 m).
- 3 Juillet 1926 : Record du monde de vol en durée pour biplace à Rossitten avec le Coethen en 9:21h [1]
- 3 Mai 1927 : Avec le Westpreußen (un planeur à cockpit fermé), Schulz présent au 4eKüsten-Segelflug-Wettbewerb à Rossitten établit un record FAI de distance aller-retour avec 455,8 km en 14:07 h et un record de vitesse (10 km à 54,45 km/h en moyenne)[3].
- 4 Mai 1928, record du monde d'altitude de 652 m à Grunau/Monts des Géants, Silésie, aujourd'hui Jeżów Sudecki.

## Décorations
- 1914, Croix de Fer, Classe II, pour « bravoure devant l'ennemi »
- 1918, Insigne des blessés ;
- 1918, Croix de Fer, Classe I
- 1918, promu Lieutenant de réserve
- Insigne de pilote militaire

## Récompenses
- 1921, prix de consolation de 1000 marks pour "vol audacieux" - lors de la Compétition de vol à voile de la Rhön en 1921, le FS2 n'est pas approuvé par le jury en raison de manquements à la sécurité. En dehors de la compétition, il a ensuite effectué 8 départs depuis la piste Pelzner. Dans l'un, il a parcouru une distance de 365 m en 4,6 secondes et a reçu ce prix spécial pour cela
- 1922, lors de la 3eCompétition de vol à voile de la Rhön, du 9 au 24 Août 1922, F. Schulz reçoit un prix spécial de 10 000 marks pour ses performances en vol.
- 1923, remporte le premier prix le 23 Mai 1923 à la 1re Küsten-Segelflug-Wettbewerb de 1923 à Rossitten/Isthme de Courlande (durée distance de vol 5,2 km avec le FS3); Présenté par le prince Henri de Prusse, un grand honneur à l'époque.
- 1923, insigne de vol à voile, une récompense importante et convoitée du Deutschen Modell- und Segelflug-Verbandes pour la promotion du vol à voile à travers des réalisations aéronautiques, scientifiques et techniques particulièrement remarquables.
- 1925, honoré de la première et toujours unique "médaille en céramique" (il avait déjà la médaille de métal normale en sa possession - à l'époque la plus haute distinction de la Deutschen Modell- und Segelflugverbandes für Segelflieger) après son retour d'une participation réussie (2 victoires/records du monde) à la 3e Compétition de vol à voile de Vsesoyuznyye de toute l'Union Soviétique en Crimée en 1925 .
- 1925, Lors de la Küsten-Segelflug-Wettbewerb à Rossitten/Isthme de Courlande, du 29 avril au 17 Mai 1925, Schulz a reçu un prix spécial pour son vol de nuit difficile avec son FS9 (« Königin Luise »),

## Vidéos
- « Ostpreußen-Flieger » (consulté le 1er décembre 2022), DVD Polarfilm, Durée 1:56 h, Année de publication: 2000, Régisseur: Kristof Berking.